# Wilhelm Siewert
Wilhelm Siewert (6 agosto 1883 – 14 giugno 1948) è stato un ciclista su strada e pistard tedesco.
Vinse la Berlin-Cottbus-Berlin, gara di durata di oltre quattrocento chilometri, chiuse al terzo posto il Rund um Köln sia nel 1914 che nel 1921 e il Deutschland Tour del 1922.

## Palmares
- 1912 (Individuale, due vittorie)

Großer Straßenpreis von Schlesien
Halle-Potsdam-Halle
- 1913 (Individuale, una vittoria)

Durch Elsass & Baden
- 1921 (Individuale, )

Belin-Cottbus-Berlin